# Duško Mrduljaš
Duško Mrduljaš (Spalato, 17 luglio 1951) è un ex canottiere croato, che rappresentò la Jugoslavia nelle competizioni internazionali.
Ha partecipato ai giochi della XXII Olimpiade, ottenendo la medaglia di bronzo nel due con.

## Biografia
Ha finito il liceo nel 1972 a Spalato, e nel 1979 si è laureato presso la Facoltà di Economia a Spalato. È sposato e ha due figli.
Ha iniziato la carriera lavorativa nell'impresa commerciale "Dalma" nel 1979 a Spalato nel campo della pianificazione ed analisi aziendale. Dal 1983 al 1985 è stato direttore della cooperativa edilizia "Dalma" e dal 1985 al 1993 è stato responsabile del settore commerciale della società di commercio all'ingrosso "Dalma" e rappresentante croato nel comitato federale per la promozione del commercio in Jugoslavia (1980-1984).
Ha partecipato come volontario nella Guerra dell'indipendenza croata nel 1991. Dopo la guerra, è stato attivo nelle associazioni di veterani, dove è stato presidente dell'Associazione dei Volontari della Marina Croata e membro delle associazioni di coordinamento venute dalla guerra a livello statale . Dal 1993 al 1995 ha svolto le funzioni di gestione dell'edilizia per le Nazioni Unite. Dal 1996 al 1997 è stato direttore del "SS - Split". Nel 1996 diventa l'imprenditore ed ha fondato la sua compagnia ABA VELA per il turismo nautico, che ancora oggi lavora con successo. Tra 2001 - 2002 è stato l'amministratore delegato della più grande società nautica croata ACI da Opatija ed è stato membro del gruppo di lavoro dell'Ufficio del Governo per lo sviluppo della strategia del turismo della Repubblica di Croazia (2002-2003).
La carriera professionale di Duško Mrduljaš ' è riconoscibile anche per la sua vasta opera amatoriale ed il contributo allo sport croato. Proviene da una famiglia atletica di Spalato. Suo nonno era un rappresentante statale nel canottaggio, il padre e lo zio campioni d'Europa in otto (1932), ed il figlio Jure Mrduljaš vinse la medaglia d'argento nella Coppa del Mondo in quattro. Questo è un esempio unico di più di cento anni di continua tradizione di canottaggio attraverso le quattro generazioni. Sua madre era un campione nazionale di nuoto, la moglie Vinka Mrduljaš è stata più volte il campione di stato in canottaggio, e i due fratelli campioni di vela. Crescere e vivere in un ambiente del genere è stata una spinta enorme per il suo persistente e lungo lavoro amatoriale nel Rowing club "Gusar" e successivamente in altri sport e le associazioni sportive.
Duško Mrduljaš ha avuto un'eccezionale carriera sportiva. Ha partecipato a tre Olimpiadi (1972, 1976, 1980) ed è il vincitore di numerose regate internazionali. Ha vinto la medaglia di bronzo olimpica nel "due con" alle Olimpiadi di Mosca nel 1980. Ha anche vinto la medaglia di bronzo nel "due senza" ai Mondiali Junior a Napoli nel 1969. È stato il vincitore ai Giochi del Mediterraneo a Spalato nel 1979. Ha vinto la medaglia d'oro ai campionati del Balcani per 7 volte, e medaglia nazionale campione per 18 volte. Ha vinto la medaglia d'oro nel nuoto presso il campionato statale militare. Ha gareggiato e vinto le numerose regate veliche. Come un velista esperto, è rappresentante della Royal Club Nautico di Londra in Croazia. Oltre a far parte di Circolo di Canottaggio HVK Gusar è anche il membro del circolo velico " Labud ", ed è stato a lungo il membro dello sci club "Split" , della associazione alpinistica " Mosor ", Cicolo di sommozatori - sub  "Split" e il circolo scacchi "Mornar". Dusko Mrduljaš ha avuto i numerosi incarichi in vari organismi sportivi . È stato il presidente del Circolo di canottaggio HVK Gusar di Spalato (1984-1985), il presidente del circolo velico "Adriatica" in Abbazia, ex delegato croato per lo sport (1980-1984),  membro della "SIZ " e dello sport della città di Spalato, giudice di Associazione di canottaggio croato dal 1973 e giudice internazionale di canottaggio di FISA . Dobbiamo sottolineare il contributo di Duško Mrduljaš nella riunione del Comitato olimpico croato (2000 - ), in qualità di delegato dell'associazione del canottaggio croato attraverso i tre periodi obbligatori. Come membro dell'Assemblea nello stesso periodo è stato eletto tre volte al Consiglio del Comitato olimpico croato (2000-2002 ; 2004-2008). Attraverso la partecipazione ai lavori di questo comitato ha dato un contributo significativo al lavoro delle organizzazioni sportive in Croazia , per lo sviluppo dello sport croato e per la realizzazione di un certo numero di successi sportivi ad alto livello, tra cui il per canottaggio e per il circolo HVK Gusar. Il membro del Gruppo di lavoro dell'Ufficio del Governo per lo sviluppo degli sport nel 2007 ha nominato la prima commissione per le società sportive che nel suo mandato di quattro anni ha fatto un ruolo importante nel processo di trasformazione dei club sportivi in Croazia. Con il suo lavoro nel Comitato, Duško Mrduljaš ha dato un contributo importante alla realizzazione di questo lavoro pionieristico.

## Palmarès
| Anno | Manifestazione  | Sede  | Evento  | Risultato |
| ---- | --------------- | ----- | ------- | --------- |
| 1980 | Giochi olimpici | Mosca | Due con | Bronzo    |